# 滇藏点地梅
滇藏点地梅（学名：Androsace forrestiana）为报春花科点地梅属下的一个种。

## 扩展阅读
- 維基物種上的相關：滇藏点地梅